# Kestrel K-350
Le Kestrel K-350 ou Kestrel (auparavant le Kestrel JP10) est un avion monomoteur turbopropulseur à six places développé par Farnborough Aircraft (devenu Kestrel Aircraft puis One Aviation),.
Le projet est un temps développé en commun avec l'Epic LT, lors d'une alliance entre Farnborough Aircraft et Epic Aircraft. Le Kestrel est plus long, plus large et l'arrangement de la porte et des hublots est différent.
Le projet est abandonné en 2017. Un seul prototype a été construit.

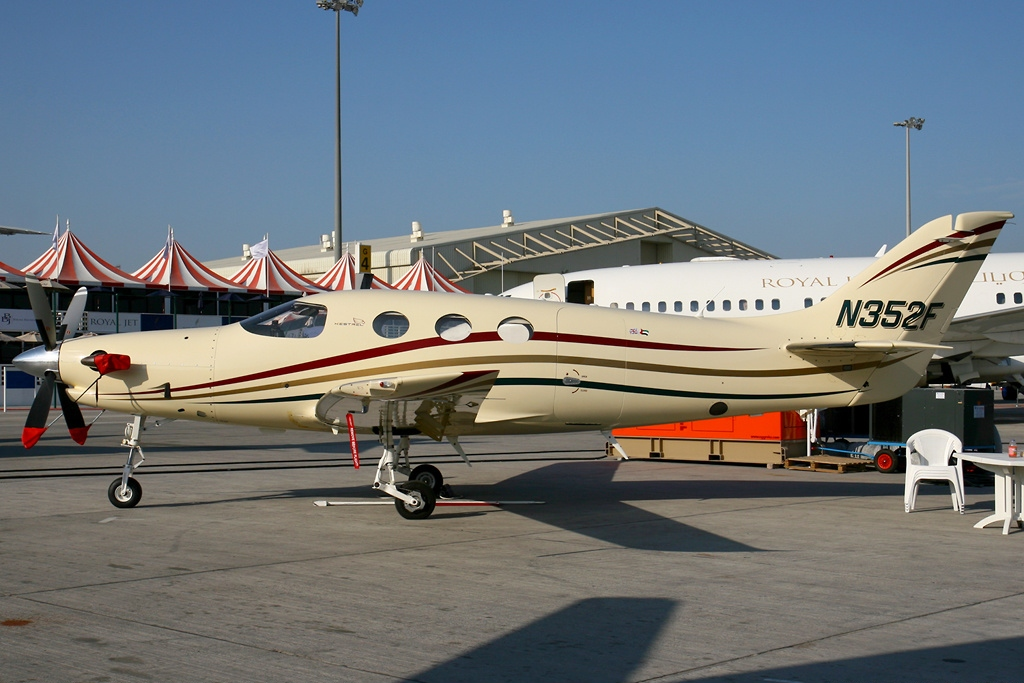
Kestrel K-350
Kestrel K-350
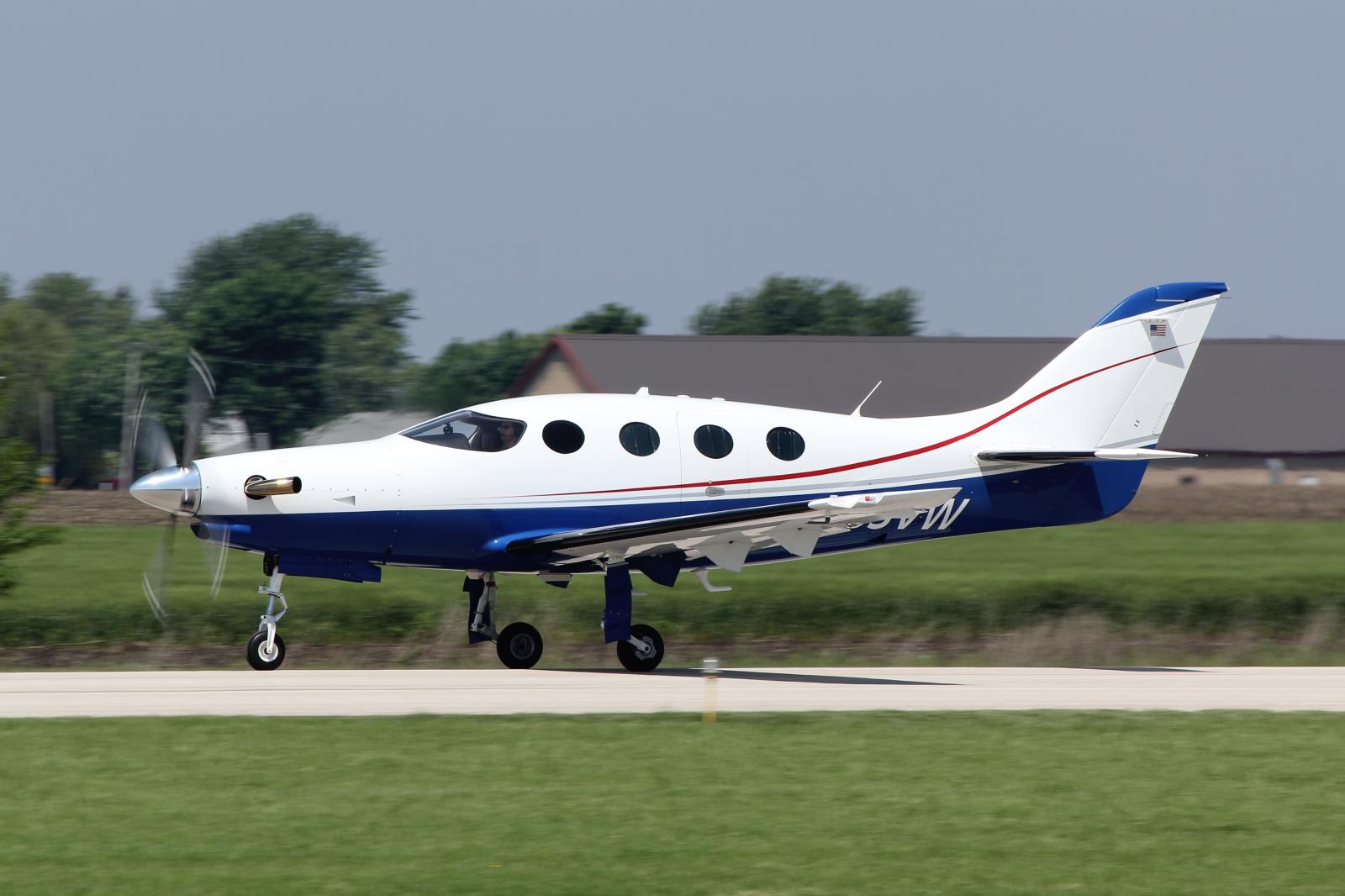
Epic LT de Epic Aircraft